# Terminologia Anatomica
Terminologia Anatomica (ТА) — це міжнародна класифікація та стандарт анатомічної номенклатури людини, що прийшла на зміну Nomina Anatomica. ТА розробили, адаптували та опублікували 1998 року завдяки спільним зусиллям Федеративного комітету з анатомічної термінології (FCAT) і Міжнародної федерації асоціацій анатомів (IFAA). ТА містить термінологічну інформацію для близько 7500 анатомічних структур людини. У квітні 2011 року ТА було опубліковано онлайн Федеративною Міжнародною Програмою з Анатомічної Термінології (англ. Federative International Programme on Anatomical Terminologies (FIPAT), the successor of FCAT FIPAT), що є наступником FCAT.

## Категорії
1. A01: Загальна анатомія (anatomia generalis)
2. A02: Кістки (ossa)
3. A03: Суглоби (juncturae)
4. A04: М'язи (musculi)
5. A05: Травна система (systema digestorium)
6. A06: Дихальна система (systema respiratorium)
7. A07: Грудна порожнина (cavitas thoracis)
8. A08: Сечова система (systema urinarium)
9. A09: Статева система (systemata genitalia)
10. A10: Черевна порожнина (cavitas abdominis et pelvis)
11. A11: Ендокринні залози (glandulae endocrinae)
12. A12: Серцево-судинна система (systema cardiovasculare)
13. A13: Лімфатична система (systema lymphoideum)
14. A14: Нервова система (systema nervosum)
15. A15: Органи чуттів (organa sensuum)
16. A16: Шкіра та покриви (integumentum commune)